# Episodi di Yamishibai (seconda stagione)
La seconda stagione dell'anime Theatre of Darkness: Yamishibai, composta da 13 episodi, è andata in onda su TV Tokyo dal 6 luglio al 28 settembre 2014.

## Lista episodi
| Nº | Titolo italiano Giapponese 「Kanji」 - Rōmaji | In onda           | In onda |
| Nº | Titolo italiano Giapponese 「Kanji」 - Rōmaji | Giapponese        |         |
| 1  | Taro-chan 「タロちゃん」 - Taro-chan          | 6 luglio 2014     |         |
| 2  | La cucina 「台所」 - Daidokoro                | 13 luglio 2014    |         |
| 3  | All’interno 「中身」 - Nakami                 | 20 luglio 2014    |         |
| 4  | La donna della parete 「壁女」 - Kabe Onna    | 27 luglio 2014    |         |
| 5  | L’armadietto 「ロッカー」 - Rokkā             | 3 agosto 2014     |         |
| 6  | Nao-chan 「ナオちゃん」 - Nao-chan            | 10 agosto 2014    |         |
| 7  | Gashapon 「ガチャ」 - Gatcha                  | 17 agosto 2014    |         |
| 8  | Congedo 「告別」 - Kokubetsu                  | 24 agosto 2014    |         |
| 9  | Ominie-san 「おみにえさん」 - Ominie-san      | 31 agosto 2014    |         |
| 10 | Fastidio 「虫唾」 - Mushitsuba                | 7 settembre 2014  |         |
| 11 | Raccolto 「拾い業」 - Hiroi-gyō               | 14 settembre 2014 |         |
| 12 | Le sculture netsuke 「根付」 - Netsuke        | 21 settembre 2014 |         |
| 13 | Yoriko dei tamburi 「寄鼓」 - Yoriko          | 28 settembre 2014 |         |